# DesignSpark PCB
DesignSpark PCB est un logiciel gratuit de CAO électronique pour la conception de circuits imprimés, destiné aux concepteurs en électronique, amateurs, enseignants et étudiants.

## Introduction
DesignSpark PCB est le résultat d'une collaboration entre le distributeur d'électronique RS Components et le développeur de logiciels Number One Systems. Il présente l'avantage de ne pas être limité (nombre de broches, composants ou feuille de schémas et surface de la carte) contrairement à la plupart des autres logiciels gratuits. Cependant, une activation où l'utilisateur est invité à s'inscrire sur le site DesignSpark.com est requise lors de la première ouverture du logiciel, afin de débloquer l'ensemble des fonctionnalités.

## Saisie schématique
L'éditeur de schéma est utilisé pour élaborer le circuit en créant les connexions entre les composants et en renseignant les potentiels présents sur la carte.

## Routage de PCB
La transition entre le schéma et le PCB (Printed Board Circuit) s'effectue à l'aide d'un assistant. L'éditeur de circuit imprimé est ensuite utilisé pour déterminer l'agencement physique sur la carte. DesignSpark PCB propose des fonctionnalités comme un autorouteur à 45° qui permet de tracer automatiquement les pistes entre les composants, et le placement automatique des composants sur la carte.

## Projet
L'interface Projet est utilisée pour organiser les fichiers de conception (schéma, routage et autres documents s'y rattachant) à l'aide d'un fichier dédié.

## Visionneuse 3D
Cette fonctionnalité présente depuis la version 2.0 , permet de générer la vue 3D de son PCB.

## Fichiers de fabrication
DesignSpark PCB génère des fichiers Gerber et les fichiers de perçage Excellon (NC Drill). Ces fichiers standard sont utilisés dans l'industrie pour la réalisation du circuit imprimé.